# Arichanna flavomacularia
Arichanna flavomacularia là một loài bướm đêm trong họ Geometridae.